# Жлуктов, Виктор Васильевич
Виктор Васильевич Жлуктов (род. 26 января 1954, Краматорск, Сталинская область) — советский хоккеист, нападающий, олимпийский чемпион, заслуженный мастер спорта СССР (1978).

## Биография
Родился в семье шахтёра и продавщицы магазина. В раннем возрасте переехал вместе с семьёй в Инту (Коми АССР). С 12 лет начал ходить в спортивную секцию по хоккею с шайбой, которую вёл А. С. Сёмин. Начал играть в хоккей с мячом и хоккей с шайбой в команде, созданной при шахте, на которой работал его отец.
В 1971 уехал в Москву. Полтора года учился в МАИ, откуда ушёл в 1973 году в ЦСКА. Позже окончил военный институт физической культуры. Полковник в отставке.
Игрок ЦСКА в 1973—1985 годах.
Состоял в КПСС.
После завершения карьеры, в 1985—1996 гг., служил главным тренером Вооружённых сил по хоккею.
В 1996—1998 годах — президент и начальник команды ЦСКА. В 1998—2001 годах — вице-президент и начальник ЦСКА. В 2001—2002 годах — президент ЦСКА.
Постоянные травмы (особенно выделяется повреждение, полученное в декабре 1983 на Призе «Известий», когда Жлуктов со всего маху ударился спиной о борт) привели хоккеиста к проблемам с кровообращением, позвоночником, атрофии мышц ног. Спортсмен перенёс несколько операций. В настоящее время[какое?] Жлуктов редко выходит из дома, смотрит хоккей дома по телевизору.

## Достижения
- Олимпийский чемпион: 1976

- Серебряный призёр Олимпийских Игр: 1980
- Чемпион мира (5): 1978, 1979, 1981—1983.
- Серебряный призёр ЧМ: 1976.

- Бронзовый призёр ЧМ: 1977.
- Чемпион Европы (5): 1978, 1979, 1981—1983.
- Бронзовый призёр ЧЕ (2): 1976, 1977.
  - В ЧМЕ и ЗОИ — 77 матчей, 29 голов.
- Обладатель Кубка Вызова 1979 года

- Обладатель Кубка Канады 1981
- Лучший бомбардир Кубка Канады 1976.
  - В турнирах Кубка Канады — 12 матчей, 7 голов.
- Обладатель Кубка Европы (9): 1973, 1974, 1978—1984
  - В еврокубках — 13 шайб
- Чемпион СССР (10): 1975, 1977—1985.
- Серебряный призёр чемпионата СССР (2): 1974, 1976
- Обладатель Кубка СССР (2): 1973, 1979
- Финалист Кубка СССР: 1976.
  - В чемпионатах СССР провёл 455 матчей и забросил 197 шайб, в кубке СССР — 8 шайб.

- Победитель Спартакиады дружественных армий (Ленинград, СССР) (сборная Вооруженных сил СССР): 1975[4]

Награждён орденами Дружбы народов (1982), «Знак Почета» (1979), Дружбы (1996), медалью «За трудовое отличие» (1976).